# Surface Hub 2S
El Surface Hub 2S es la segunda generación de la pizarra interactiva de Microsoft desarrollada y comercializada como parte de la familia Microsoft Surface. El Surface Hub 2S puede montarse en la pared o en un soporte rodante como la Surface Hub. El dispositivo está disponible en 50 pulgadas (130 cm) con una pantalla táctil 4K con capacidades multitáctiles y multipuntero, ejecutando el sistema operativo Windows 10.
Surface Hub 2S se basa en la tecnología de Perceptive Pixel, una empresa adquirida por Microsoft especializada en el diseño y la comercialización de pantallas táctiles de gran tamaño.

## Características

### Hardware
Surface Hub 2S utiliza el procesador Intel Core Kaby Lake Core i5 de 8ª generación y ejecuta la versión de 64 bits de Windows 10. El dispositivo admite una resolución 4K de 3840 × 2560 y contiene un controlador Intel UHD Graphics 620 integrado en la CPU.
A diferencia de los modelos Surface Hub, el Surface Hub 2S viene con una nueva cámara Surface Hub 2 separada del dispositivo, que puedes conectar a cualquier puerto USB-C en el lateral del dispositivo. La cámara produce vídeo a una resolución de 2160p (4K) a 30 fps con anti-parpadeo y exposición automática basada en el rostro.
La Surface Hub 2S tiene 4 puertos USB-C, un puerto USB-A, HDMI, DisplayPort y RJ45, se basa en una pantalla multitáctil de 50,5 pulgadas de diagonal y ofrece una resolución nativa 4K. Microsoft ha reducido sus biseles, su grosor hasta un 60% y su peso hasta un 40% respecto a Surface Hub. Permite colocar hasta cuatro de ellas en orientación vertical u horizontal, y todas funcionarán juntas como una sola pantalla masiva.

### Software
El Surface Hub 2S ejecuta Windows 10 Team con Skype for Business y Microsoft Teams para las videoconferencias, también puedes ejecutar Whiteboard, Microsoft Office y Power BI.